# Tripseuxoa inflammata
Tripseuxoa inflammata är en fjärilsart som beskrevs av Köhler 1945. Tripseuxoa inflammata ingår i släktet Tripseuxoa och familjen nattflyn. Inga underarter finns listade i Catalogue of Life.